# The Lodger
"The Lodger" (KBS 더빙판: 수상한 이웃)는 영국의 SF 드라마 닥터 후 시즌 5의 열한 번째 에피소드로, 2010년 6월 12일 BBC One에서 처음 방송되었다. 2006년 닥터 후 매거진에서 연재된 만화 "The Lodger"를 원작으로 하고 있으며, 해당 만화의 스토리를 맡은 개러스 로버츠가 이번 편에서도 각본을 맡았다.
에피소드의 줄거리는 알 수 없는 힘이 타디스의 착륙을 막으면서 11대 닥터 (맷 스미스 분)가 동행자 에이미 폰드 (캐런 길런 분)와 동떨어져 지구에 발이 묶인 상황으로 시작된다. 타디스의 문제 조사를 위해 크레이그 오웬스 (제임스 코든 분)의 집에 세들어 살게 되고, 평범한 인간 생활에 어울리려 노력하는 일상 속에서, 자신도 모르게 크레이그와 그의 여자사람 친구 소피 (데이지 해거드 분)과의 만남을 주선하게 된다.
총괄 프로듀서 스티븐 모팻은 개러스 로버츠가 맡았던 원작 만화의 팬이었는데, 로버츠에게 이번 시즌에서 TV 에피소드로 만드는 것이 어떻겠냐고 제의하였고, 로버츠 역시 흔쾌히 받아들이면서 기획이 이루어졌다. 로버츠는 각본을 처음부터 다시 집필하였으나 원작 만화의 일부 요소는 남겨두었다. 원래 시즌5 11화는 닥터의 여인에 관한 에피소드가 방영될 예정이었으나 예산 문제로 차기 시즌으로 제작이 연기되면서 "The Lodger"로 대체되었고 결과적으로 가장 마지막에 촬영이 이루어졌다. 영국에서 총 644만 명의 시청자수를 기록하였는데, 시즌 5에서 가장 낮은 시청률을 기록한 에피소드이지만 시청지수로는 시즌 내 최고치를 기록했다.

## 줄거리
오늘날 영국 콜체스터에 착륙한 타디스. 바깥을 확인하던 11대 닥터는 갑작스런 동풍에 쓰러지고, 에이미 폰드가 안에 남은 상황에서, 타디스가 갑자기 비물질화하더니 시간 소용돌이 속에 빠진 채 착륙을 거부한다. 난데없이 지구에 발이 묶인 닥터는 에이미와의 통신 연결에 성공하고, 어느 이층집의 위층에서 발생한 소란을 조사하기 시작한다. 닥터는 본인의 외계 기술을 숨기고 위층에 무엇이 있는지를 알아보기 위해, 그 아래층에 사는 남자 크레이그 오웬스 (Craig Owens)의 집에 들어가 하숙하게 된다. 닥터는 타디스에 국한된 시간 교란이, 위층에서 발생하는 소음과 일치한다는 사실을 알아낸다.
이틀 동안 닥터는 인간의 일상생활에 적응해 나가면서 집주인 크레이그의 사연을 듣게 된다. 크레이그는 의욕 없는 나날을 보내던 회사 상담원 출신으로, 동료 소피와 썸을 타는 사이였다. 아직 소피에게 사랑 고백을 하지는 않았지만 그렇다고 인연을 놓고 싶지 않았던 크레이그는, 자신을 대신하여 사회생활에서 엄청난 활약을 보이면서 소피와의 관계에도 의도찮게 방해꾼으로 거듭난 닥터가 점점 신경쓰이기 시작한다. 결정적으로 닥터가 소피에게 상담원을 그만두고 해외로 떠나 동물 구조 봉사를 하고 싶은 꿈을 따르라고 격려했다가, 소피와의 일상을 파탄냈다고 생각한 크레이그로부터 하숙집 퇴거 통보를 받는다. 결국 닥터는 크레이그에게 박치기로 자신의 의식을 전달하여, 닥터의 내력과 이 아파트에 머무는 이유를 밝힌다.
닥터와 크레이그가 싸우던 중, 소피는 위층의 무언가에 이끌려 올라가 버린 상황이었다. 곧이어 닥터와 크레이그는 에이미로부터 그 집은 사실 2층이 없다는 충격적인 사실을 전해듣는다. 위층에 올라간 두 사람은 시간 엔진을 탑재한 외계 우주선을 발견한다. 이 우주선은 얼마 전에 추락하여 일층집의 위층으로 위장했던 것이었다. 우주선에 내재된 홀로그램형 비상 프로그램은 죽어버린 조종사를 대신할 인물을 찾기 위해, 지나가던 행인 가운데 떠나고 싶은 마음이 있는 자를 위층으로 끌어들어들였으나, 인간은 우주선의 제어 방식과 호환되지 않기 때문에 매번 사망에 이르렀던 것이었다. 닥터는 크레이그에게는 소피에 대한 사랑 때문에 지금 이곳을 떠날 마음이 없다는 점을 떠올리고, 조종 장치를 만지도록 설득한다. 크레이그가 장치에 손을 대자 우주선의 프로토콜에 반하여 오작동을 일으키기 시작한다. 이어 크레이그는 소피에게 사랑을 고백하며 키스를 나누고 우주선에서 풀려난다. 세 사람은 탈출하자 우주선은 폭발하고, 이층집의 윗층이 날아가면서 원래의 일층집으로 멀쩡히 돌아간다.
타디스에 오른 닥터는 에이미에게 자신을 크레이그네 집으로 이끈 메모를 남기도록 시킨다. 에이미는 닥터의 재킷을 뒤지다가 약혼자 로리 윌리엄스가 주었던 약혼 반지를 발견한다. 그간 에이미는 로리가 시공간의 균열에 휩싸여 존재가 지워진 후 그를 까맣게 잊고 있었던 것이다.

### 다른 에피소드와의 연관성
크레이그의 냉장고에는 지난화 "Vincent and the Doctor"에서 닥터와 에이미, 그리고 고흐 본인이 직접 방문했던 파리 오르세 미술관의 빈센트 반 고흐 전시의 광고 엽서가 붙어 있다.
에피소드 말미에서 닥터는 에이미에게 크레이그의 주소가 적힌 메모를 남기라고 지시하는데, 이는 에피소드 시작 부분에서 닥터가 가지고 있었다. 에이미는 시즌5 마지막화 "The Big Bang"에서도 닥터의 시간선이 되감기되는 과정에서 과거의 한 시점을 재방문할때 메모를 남기는 모습을 보여준다.
작중 등장한 우주선 관제실은 "The Impossible Planet" / "Day of the Moon"에서 다시 등장하는데 이번에는  사일런스의 기사단과 관련이 있는 것으로 소개된다. 크레이그 역의 제임스 코든 다음 시즌에서 똑같이 개러스 로버츠가 각본을 맡은 에피소드, "Closing Time"에서 다시 한번 크레이그 역으로 출연한다.

## 제작
"어렸을 적을 생각해 보면, 닥터는 지구에 있을 때가 많았지만 그때마다 폭탄이 있는 시설이나 어떤 조직의 본부에 있었죠. 닥터가 가게에 불쑥 나타난 것을 본 적은 없었구요. 심지어 이번 뉴 시즌에서도 집안에서 가족과 있는 상황은 봤어도, 인간의 삶 속에 있는 몹시 일상적인 경험을 깨달아야 했던 경우는 본 적이 없습니다. 저는 그 아이디어를 수년 전에 <닥터 후 매거진>의 연재 만화로 써먹었고 긴 시간동안 그대로 남아 있었죠. 스티븐 모팻이 닥터후의 쇼러너로 등극하자마자 제게 돌아서서 "<The Lodger>를 제작해야겠습니다"라고 하시더라고요.

"The Lodger"는 2006년 닥터 후 매거진 제368호에 연재된 개러스 로버츠의 만화를 원작으로 삼았다. 원작 만화에서는 10대 닥터가 미키 스미스의 아파트에 들어가 며칠을 보내면서 로즈 타일러가 탄 타디스를 따라잡고, 우연히 근처를 지나가던 외계 살인 종족의 우주 함대로부터 지구를 감춰 구해낸다는 줄거리를 담았다. 해당 작품은 작가 개러스 로버츠가 어린 시절에 닥터가 우주에 있을 때보다 지구를 배경으로 활약하는 이야기를 즐겼던 경험, 닥터가 인간의 일상생활을 경험해보는 것은 어떨까라는 상상에 기반하여 탄생하였다. 로버츠의 만화는 시즌 5부터 신임 총괄프로듀서로 나선 스티븐 모펏의 관심을 끌었는데, 로버츠에게 '"The Lodger"를 제작해야겠습니다'라고 밝힐 정도로 진심이었다고 전해진다. 로버츠는 이전에도 TV 에피소드화가 이뤄지면 좋겠다는 생각을 하였으나 실제로 논의한 적은 없었다. 제작이 결정되자 로버츠는 "The Lodger"의 각색 수준에 있어 시즌 3에서 실사화됐던 폴 코넬의 단편소설 원작, "Human Nature"/ "The Family of Blood" 편까지는 아니더라도 처음부터 다시 각본을 집필하게 되었다.
첫 집필 단계에서 로버츠는 이번 에피소드를 1980년 닥터후 시리얼 <Meglos>의 속편으로 만들고자 하였으며, 해당 편에 등장했던 악당 메글로스를 노파로 변장시켜 귀환시킬 계획이었다 (이에 제작진 사이에서는 '메글로스 부인' - Mrs. Meglos 이라고 장난스레 부르기도 했다). 그러나 비슷한 시기에 집필된 다른 각본에서 이미 쓰였던 설정들이 또 나왔던 관계로, <Meglos>의 속편화는 철회하게 되었다. 메글로스의 선인장 같은 외모는 "The End of Time"에 등장하는 빈보치라는 외계인과 너무 비슷했고, 외계인이 노인으로 변장했다는 아이디어도 시즌5 "Amy 's Choice"에 이미 쓰였던 것이 결정타였다.
원작 만화에서 등장했던 요소 가운데 TV 에피소드에도 고스란히 담긴 것들이 있는데, 닥터가 소닉 드라이버와 칫솔을 헷갈린 개그, 닥터가 축구에 소질이 있다는 설정 등이 대표적이다. 그러나 로버츠는 이미 알고 지내는 사이인 미키와는 달리 크레이그는 완전 처음 보는 사람이란 점과, 이층집의 위층이라는 적이 소개된다는 점에서 이 에피소드는 원작 만화와는 "완전히 다른 상황"이라고 소개했다. 로버츠가 각본 집필에 나섰을 당시, 이번 시즌의 주요 줄거리는 알고 있었으나, 누가 11대 닥터로 캐스팅될지는 알지 못했다. 배우에 따라 닥터의 특성이 결정되는 중요한 문제인 만큼, 로버츠는 일단 모펏이 완성한 각본상의 대사를 바탕으로 닥터의 대사를 써내려갔으며, 이후 캐스팅된 맷 스미스의 대사 낭독을 통해 닥터의 특성을 추가하였다.
작중에서 여러 다른 작품들을 언급한 부분도 존재한다. 닥터가 샤워를 할 때 부르는 노래는 3대 닥터가 <Inferno> 편에서 불렀던 <La donna è mobile>이다. 닥터가 시간선의 아바타에 본 "국제 구조대의 트로이 핸섬 대위" (Captain Troy Handsome of International Rescue)라고 소개하는데 이는 게리 앤더슨과 실비아 앤더슨이 제작한 영국의 옛 드라마 스팅레이의 트로이 템페스트 대위, 선더버드의 국제 구조대 (International Rescue)를 합친 것이다. 슬랜트 매거진의 스티븐 쿠퍼는 이번 에피소드의 리뷰를 통해 스타 트랙: 보이저의 응급 처치 홀로그램도 언급되어 있다고 밝혔는데, 작중 닥터가 "응급상황의 유형을 말씀해 주십시오" (Please state the nature of your emergency)라 외친 것이 그것이다.
"The Lodger"는 "Amy's Choice"와 함께 시즌 5 제작일정 가운데 7번째이자 마지막 일정 블록으로 편성되었다. 두 에피소드의 대본 리딩회는 2010년 2월 17일 어퍼 보트 스튜디오에서 이루어졌다. 원래 시즌5 11화는 닥터의 여인에 관한 에피소드가 방영될 예정이었으나, 예산 문제로 차기 시즌으로 제작이 연기되면서 "The Lodger"로 대체된 것이었다. 2010년 3월 초에는 웨일스 카디프에서 로케이션 촬영이 이뤄졌다. 크레이그의 집은 웨스트빌 로드 (Westville Road)에서, 축구 경기 씬은 빅토리아 파크에서 촬영하였다. 이곳의 놀이터는 시즌4 "Forest of the Dead" 편에서도 촬영지로 활용된 바 있었다. 작중 닥터가 보여준 뛰어난 축구 실력은 배우 맷 스미스의 실제 실력이기도 하다. 맷 스미스는 청소년 축구 선수로서 노샘프턴 타운, 노팅엄 포레스트, 레스터 시티의 청소년 팀에서 뛰었던 경험이 있었으나, 허리 부상으로 인해 진로를 배우로 바꾸었던 것이다. 이 때문에 축구 경기 시퀀스에는 사전 동작설정이 거의 필요하지 않았다.

## 방송과 평가
"The Lodger"는 2010년 6월 12일 영국에서 BBC One을 통해 처음 방송되었다. 미국에서는 2010년 7월 10일 산하 방송국인 BBC 아메리카를 통해 방송됐다. 영국 첫방송 당시 밤사이 시청자수는 460만 명으로, 2010 FIFA 월드컵 잉글랜드 대표팀 첫 경기 중계방송과의 시청률 경쟁이 있었다. 최종 집계된 시청자수는 BBC One의 598만명, BBC HD 동시 방송의 46만명을 포함해 총 644만 명으로 드러났다. 금주 BBC One 방영 프로그램 중에서 6위, 금주 모든 채널을 통틀어서는 21위를 기록하였다. 당일 기준으로는 시청률 2위를 기록하였지만, 결과적으로 시즌5 최하 시청률로 기록되었다. 하지만 시청지수 (Appreciation Index)의 경우 87점을 받아 '우수 ' 등급으로 평가되며, 시즌5 에피소드 가운데 공동 최고 기록을 세웠다.

### 평론가들의 반응

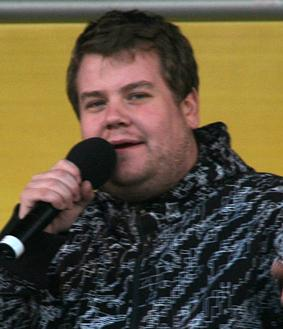
평론가들은 맷 스미스와 제임스 코든 (사진)의 케미와 연기에 찬사를 보냈다.

데일리 텔레그라프의 게빈 풀러는 이번 에피소드를 "재미", "정말 즐겁다", "종종 재미있다"라는 표현으로 소개하며 호평하였다. 특히 코든과 해거드의 작중 관계 묘사에 있어 일반적인 "로맨틱 코미디의 클리셰"를 피한 점, 맷 스미스가 닥터를 거의 인간처럼 묘사한 점에 대해 높이 평가하였다. 하지만 숨어 있던 타임머신의 기원이 밝혀지지 않은 점에 대해서는 다소 아쉬움을 표했다. 가디언 지의 댄 마틴은 이번 에피소드가 "올해 가장 강력한 에피소드"라고 평했다. 맷 스미스와 제임스 코든의 연기에 대해선 호평하였으나, 닥터가 인간으로 가장할 때 왜 평소 쓰던 별명인 "존 스미스"는 사용하지 않았는지에 대해선 의문을 표했다.
라디오 타임스 평론가 패트릭 멀컨은 제임스 코든과 맷 스미스의 연기에 호평을 보냈으나 "체크박스를 다 채우진 못했다"고 평가했다. 위층의 악당에는 매료되질 못했고, "썩 좋은 농담보다는 큰 웃음 주는 순간"을 원했으며, 일상적인 분위기에 던져졌을 때 닥터를 "깎아내려" 보인 것은 마음에 들지 않았다고 밝혔다. IGN의 맷 웨일스는 10점 만점에 7점을 주었고 줄거리 면에서 "더 말랑한 에피소드"였으나 "재미있는 작은 오리의 모험"이라 평했다. 맷 스미스에 대해선 "지켜보는 것만으로 정말 즐거웠다"면서도 코든과 해거드의 연기도 "훌륭하게 연기했다"고 평가했다. 그러나 "닥터후의 전통 요소"가 많다는 점에선 비판하였는데, 외계인의 위협을 "긴장감이 거의 없는 채"로 나둬 버렸고, 에이미가 간혹 등장하는 것은 나머지 줄거리와 어울려 보이지 않으며, 해결 과정이 짧은 것이 "모든 것을 이해할 수 없는 뒤죽박죽으로 무너뜨려 버렸다"고 평가했다.
SFX 매거진의 러셀 르윈은 "The Lodger"에 별 5개 중 3개 반을 주면서 "재치 있는 대사가 넘쳤다"며 마지막편에 앞서 "즐거운 기분전환"이었다고 평가했다. 시즌 내 에피소드 가운데에서는 "중간순위" (mid-table)로 평가했다. 디 A.V. 클럽의 키스 피프스는 이번 에피소드에 -A를 매기면서, 맷 스미스가 닥터로서 어디까지 코믹할 수 있는지를 보여준 "재미난 소풍"임과 동시에 게스트 출연진에 대해서도 호평을 내렸다. 계단 위의 외계 우주선에 대해서는 "정말 전형적인 문제"였다면서도 "안일함의 함정과 틀에 박힌 방식을 은유한 것으로, 안전, 정체, 위험에 대한 무지로 이어질 수 있음을 제4의 벽 너머로 보여준다는 점에서 마음에 들었다"고 평가했다.

## DVD와 소설판
2010년 9월 6일 "Vincent and the Doctor", "The Pandorica Opens", "The Big Bang"과 함께 영국에서 DVD와 블루레이로 처음 출시되었다. 이후 2010년 11월 8일 시즌5 완전판 DVD에 수록되어 재출시되었다.
2011년 5월 영국의 피어슨 에듀케이션에서 학생용 독해 시리즈로 이 에피소드를 소설화하여 출시하였다. 각색은 페테르 구티에레스 (Peter Gutiérrez)가 맡았다.

### 소설판
- The Lodger - 인터넷 사변 소설 자료집